# Йогачара

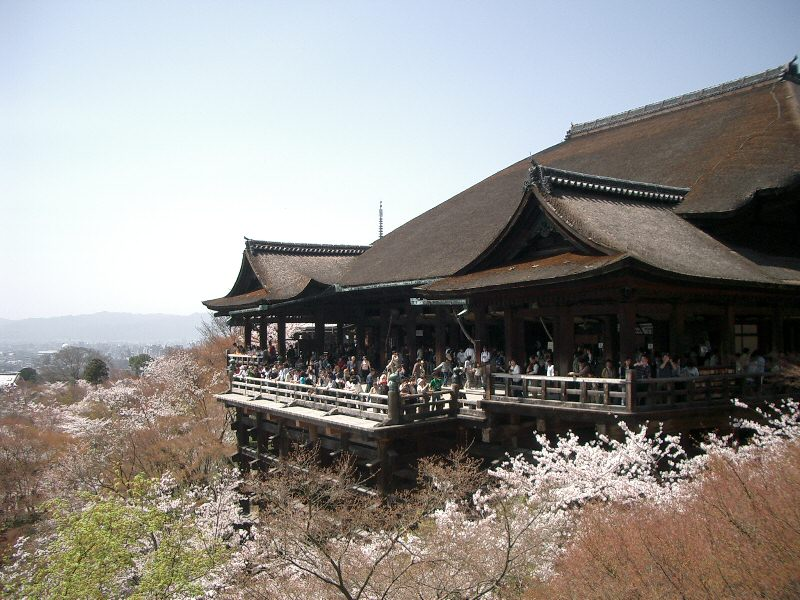
Храм Кёмидзу-дера в Киото, несущий традиции хоссо во время цветения сакуры

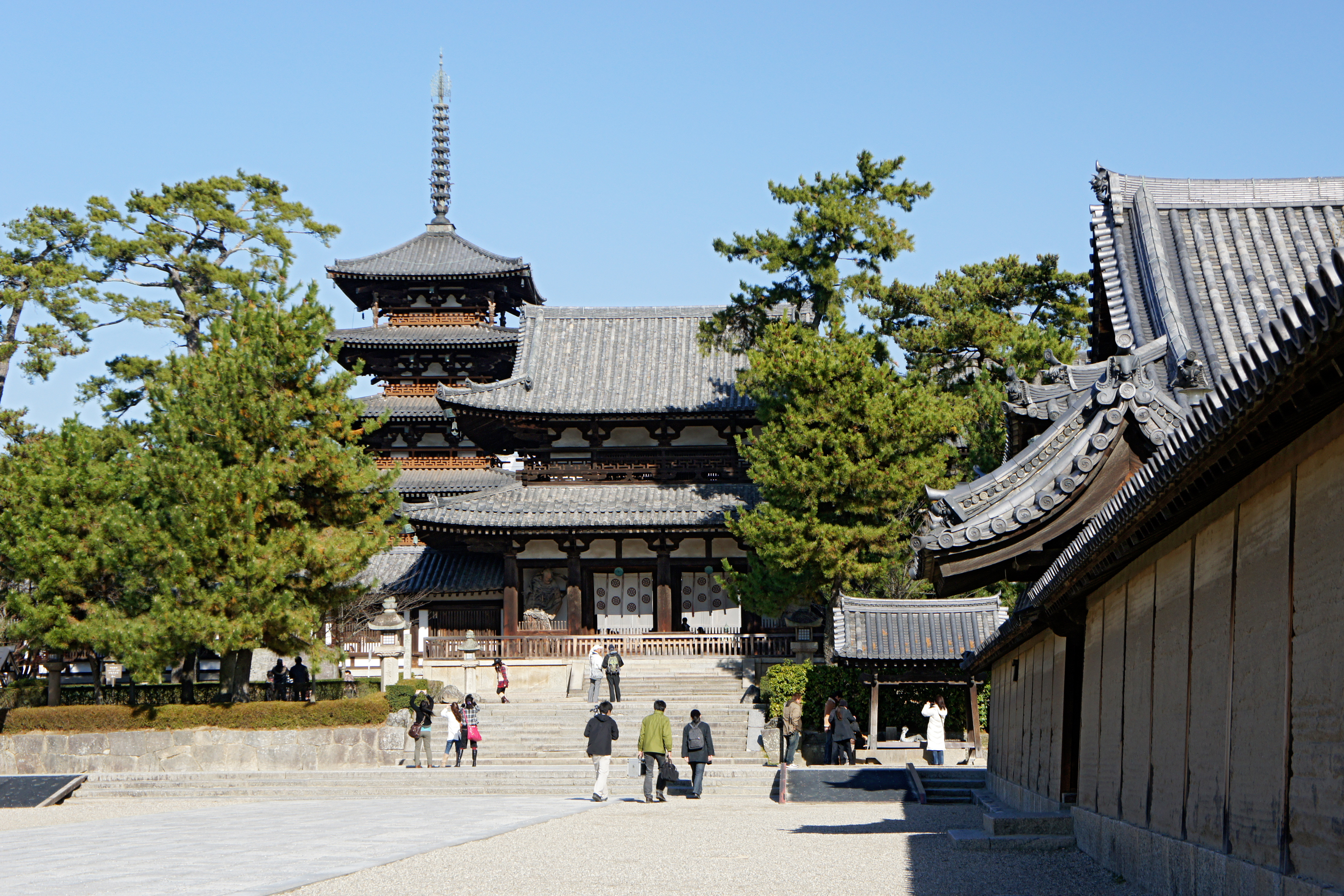
Храм Хорю-дзи около Нара, несущий традиции хоссо

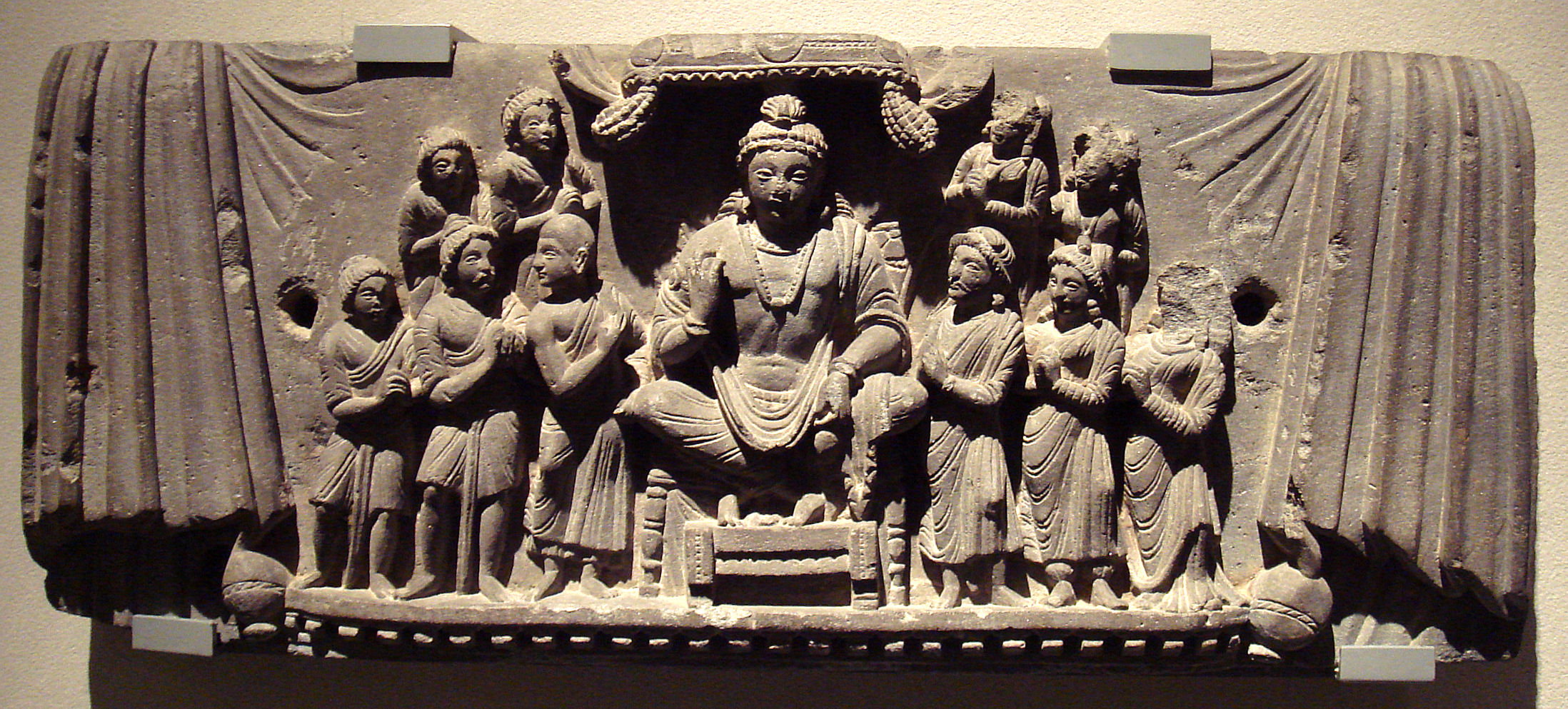
Бодхисаттва Майтрея и ученики, центральная фигура в мифе происхождения Йогачары. Гандхара, III век н. э.

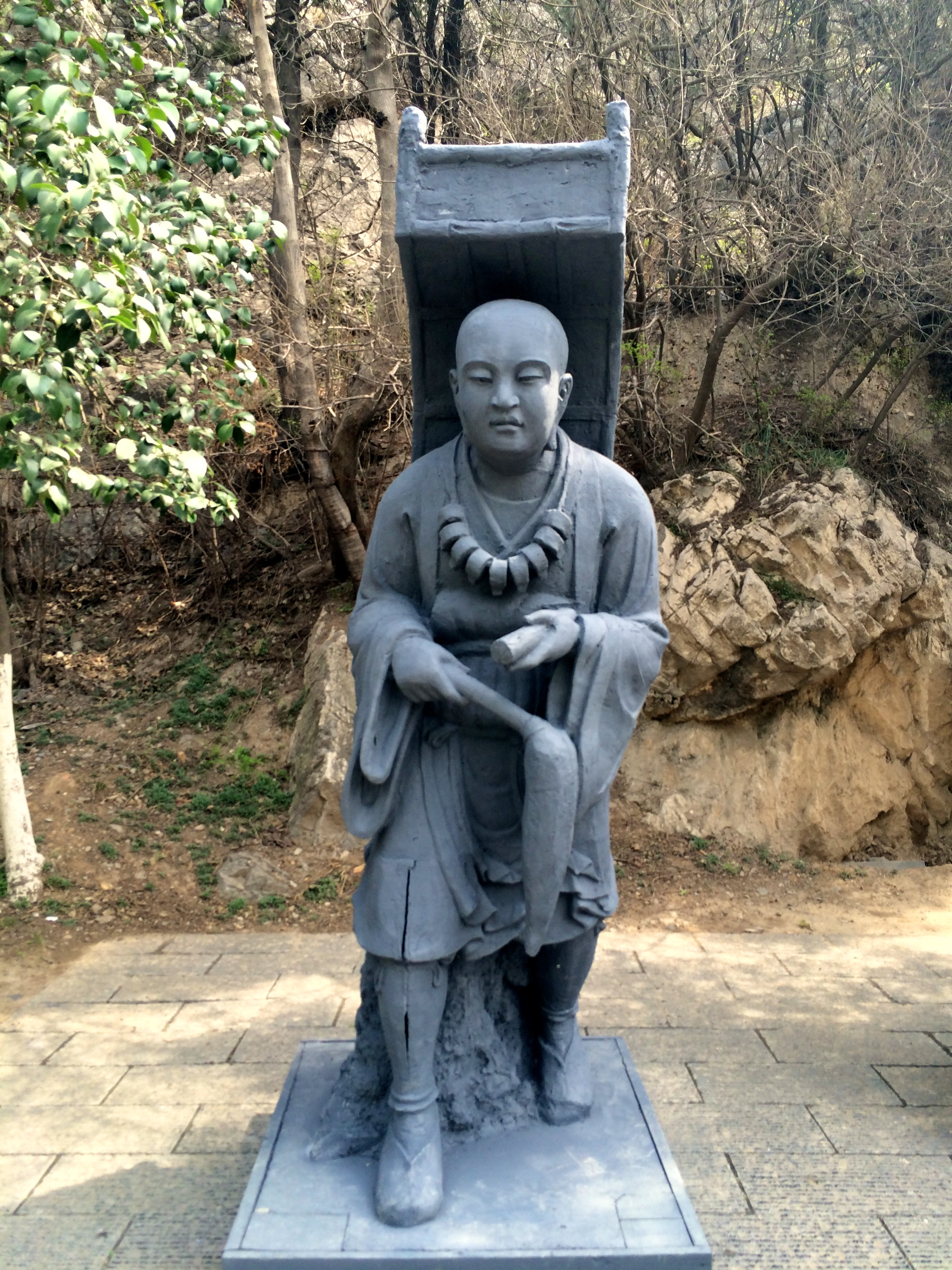
Статуя путешествующего Сюаньцзана в Лунмыне, Лоян

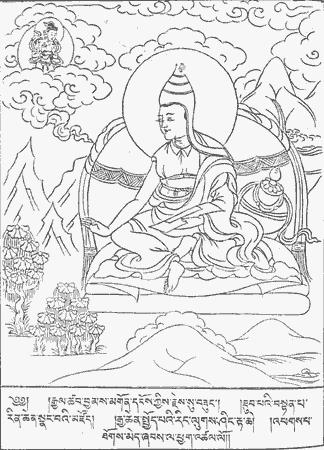
Тибетское изображение Асанги и Майтрея

Йогача́ра (санскр. योगाचार, IAST: yogāchāra, кит. 瑜伽派 yújiāpài «практикующий йогу»), также Виджнянава́да, Читтама́тра, Виджняптиматра — одна из двух основных (наряду с мадхъямакой) философских систем буддизма махаяны,
Школа Йогачары сформировалась в IV—V веках.
Учение Йогачары было особенно распространено в Тибете, в Китае (школы Фасян, Шэлунь, Дилунь), в Японии (школа Хоссо) и в Монголии.
Название Читтаматра означает только-сознание. Название Виджнянавада означает путь познания. Эту систему называют субъективным реализмом, подчёркивая, что индивидуальные кармические факторы, определяющие восприятие реальности, должны быть своими для каждого существа.

## Представители йогачары
Йогачару считают произошедшей из третьего поворота Колеса Учения.
Главные представители: Майтрея-Натха и Асанга (IV век), Васубандху (V век), логики Дигнага (VI век) и Дхармакирти (VII век). В Тибет учение принёс Атиша, ученик Дхармаракшиты. Элементы этого учения были приняты многими школами тибетского буддизма.

## Спор между Йогачарой иМадхъямакой
Мадхъямака утверждает, что «абсолютная реальность» неописуема словами и концептуальными умопостроениями, а достижима только в состоянии йогического созерцания. Йогачара утверждает, что сознание (опираясь на алая-виджняну) является абсолютной реальностью. Эти дебаты продолжались также в Тибете, при этом тезис Шэнтонг (пустоты других) противопоставлялся тезису Рангтонг (пустоты себя).
Имеется также синтетическое учение Йогачара-Сватантрика-Мадхъямака, которое создал Шантаракшита, это была одна из последних философских теорий, созданных в Индии до исламского вторжения.
Наибольшее влияние оказала Йогачара на школу Ньингма.
В китайском буддизме на основе Йогачары сформировалась школа Фасян, которой соответствует японская школа Хоссо.

## Краткое описание философии Йогачары
В соответствии с воззрениями Йогачары, истинным является только виджняна (познание, сознание), а все явления (дхармы) и внешний мир за пределами сознания является ложным, нереальным. Реален только познающий субъект. Это положение отличает Йогачару от Мадхъямаки. При этом различается несколько уровней сознания, при этом определяется абсолютное, непрекращающееся сознание — алая-виджняна — «сознание-сокровищница», которое запускает и координирует все остальные уровни.
В классической Йогачаре алая-виджняна — это не духовная субстанция, как в европейском субъективном идеализме, и тем более не Нирвана, а скорее «поток сознания», долженствующий быть пробуждённым. «Только сознанием» Йогачара считает исключительно Сансару. Если Мадхъямака использует логическое мышление только для того, чтобы продемонстрировать его внутреннюю противоречивость и таким образом вывести человека за пределы логики, Йогачара — самая сложная из всех индийских философских систем — с помощью логики устанавливает, как сознание запутывается в иллюзиях и как его из этих иллюзий вывести. Многие построения йогачаринов оказались настолько удачными, что были заимствованы остальными буддистами и фактически стали общемахаянскими. Таковы этапы пути Бодхисаттвы и теория Трёх «Тел» Будды. Йогачарины внесли большой вклад в разработку логических проблем, а также в теорию и практику буддийского тантризма — Ваджраяны.
В дальнейшем Йогачара эволюционировала в направлении классического субъективного идеализма: сознание в описании поздних йогачаринов всё больше походило на вечную, неподвижную субстанцию. В конце концов некоторые варианты йогачары вобрали в себя теорию Татхагатагарбхи — учения о природе будды, лежащей в основе всего мироздания и актуально присутствующей в каждом живом существе. Именно в таком виде Йогачара стала наиболее популярна в Китае и на Дальнем Востоке.

### Три природы
Йогачара определяет три природы сознания (трисвабхава), соответствующие разным уровням:
- Парикалпита или Воображаемая Природа — неправильное восприятие явлений, базируемое на ложных концепциях, возникших вследствие ошибок или отсутствия объективности; опредмечивание сознанием собственных идей[1].
- Паратантра или Зависимая Природа, когда становится понятной взаимозависимость явлений[источник не указан 1703 дня]; функционирование сознания через собственные механизмы причинно-следственных связей[1].
- Паринишпанна или Абсолютная Природа — вѝдение явлений такими, какие они есть, независимо от концепций и воззрений; сознание, свободное от мысленных конструкций неизменных сущностей[2].

Таким образом йогачара утверждает, что наше восприятие внешних объектов может быть искажённым, и для восприятия любых явлений необходимы как органы чувств, так и коррелятивное сознание, чтобы восприятие могло состояться.

### Модель сознания
Согласно Йогачаре, виджняна (психика, сознание) представляет собой восемь уровней:
1. Сознание зрения — распознавание цвето-формы.
2. Сознание слуха — распознавание звука.
3. Сознание обоняния — распознавание запаха.
4. Сознание вкуса — распознавание вкусового ощущения.
5. Сознание осязания — распознавание тактильного ощущения.
6. Мано-виджняна — сознание ума, ментальное распознавание[4].
7. Клишта-манас — омраченный ум; проецирует «эго» на любой познавательный опыт, поэтому, его ещё называют адана-виджняна — «присваивающее сознание»; загрязняет опыт ложными категориями «субъект» и «объект».
8. Алая-виджняна — «аккумулированное сознание», сознание-хранилище «семян» предыдущих опытов[5].

Первые шесть сознаний объединяются в категорию «актуально функционирующие распознавания» (правритти-виджняна) и в категорию «объектные сознания» (вишая-виджняна). Причем, в школах Абхидхармы считалось, что мано-виджняна возникает вслед за чувственными распознаваниями (зрительным, слуховым и т. д.), и опирается либо на чувственные распознавания, либо на внутренние объекты (мысли, образы и т. п.). В учении Йогачары первые шесть виджнян возникают одновременно, и представляют собой шесть параллельных «каналов» обработки информации.
Добавив к первым шести седьмое сознание «клишта-манас» (омраченный ум), философы йогачары решили вопрос об источнике эгоцентрированности опыта, который, по их мнению, не был решен в Абхидхарме.
Эта теория пытается объяснить циклическое существование живых существ в сансаре, механизм нового рождения и проявления кармы. В частности, ответить на вопросы, почему результаты тех или иных деяний не проявляются немедленно, и почему карма ждёт возможности проявить себя.
Для этого вводится понятие алая-виджняна, предполагающее запоминание событий и деяний; алая-виджняна является и кармической памятью, и механизмом кармического последействия. При этом, метафорически используется также понятие биджа — семя. Смысл этого понятия в том, что деяния вызывают зарождение семян, которые впоследствии прорастают и приводят к кармическим результатам. Качество и характер этих семян определяют также будущее перерождение — когда, в какой семье, в какой стране, в каком сословии, какого пола и т. д..
Кармические энергии, созданные в данной жизни, называются «энергиями привычки» (санскрит: васана). Васана создаётся и поддерживается любыми деяниями. Васана, накапливаясь, превращается в биджу (семя), семя потом прорастает и порождает снова васану, что приводит к определённого рода событиям и поведению, обусловленному прошлыми деяниями.
Концепция алая-виджняны, во-первых, объясняет непрерывность потока сознания (читта-сантана) в периоды, когда сознание не активно, и не создает новых отпечатков (сон, ступор, обморок, кома и т. п.). Во-вторых, отвечает на вопрос об основе перерождения и памяти. В-третьих, обосновывает непрерывную передачу от одного мгновения к другому кармических отпечатков («семян») и отпечатков омрачений (клеша). В-четвертых, решает вопрос о возможности постепенного очищения психики от «омрачений», посредством накопления «искусных» дхарм (кушала-дхарма) в виде «семян» и «отпечатков», а также проблему одновременного присутствия в психике «искусных» и «неискусных» (акушала) состояний (что не допускалось в Абхидхарме).